# Погоня за колесом
«Погоня за колесом» — немой французский фильм первого десятилетия существования кино.

## Сюжет
Два мальчика снимают колесо с тележки и пускают колесо под гору. Колесо сбивает всех на своем пути (продавца гипсовых-статуэток, которые он нес в деревянном лотке на голове; торговца с корзиной хлеба; велосипедиста и т. д.) Все потерпевшие мчатся за колесом. Колесо же прикатилось на берег и завязло в песке. Гнавшиеся разламывают колесо и спицами избивают друг друга.

## Художественные особенности
«…Съемки фильмов такого рода по-прежнему велись с одной точки, но в них уже зарождались некоторые приемы монтажа: каждый новый эпизод погони был вполне законченным куском. Склеивать такие куски можно было в любом порядке, однако обрамляли их начальный и заключительный эпизоды…» (Сергей Комаров)